# Pareuplexia
Pareuplexia is een geslacht van vlinders van de familie Uilen (Noctuidae).

## Soorten
- P. chalybeata Moore, 1867
- P. dissimulans Warren, 1911
- P. erythriris Hampson, 1908
- P. flammifera Warren, 1911
- P. harfordi Hampson, 1894
- P. humilis Warren, 1911
- P. luteistigma Warren, 1911
- P. metallica Walker, 1865
- P. nigrina Draudt, 1950
- P. nigritula Warren, 1911
- P. nitida Warren, 1911
- P. pallidimargo Warren, 1911
- P. prolifera (Walker, 1856)
- P. quadripuncta Warren, 1911
- P. ruficosta Warren, 1911
- P. rufistigma Warren, 1911